# KMPlayer
KMPlayer (K-Multimedia Player) e мултимедиен плейър, който поддържа голям брой формати сред които: VCD, DVD, AVI, MKV, Ogg, OGM, 3GP, MPEG, WMV, RealMedia, QuickTime и други. Програмата разполага с вградени декодери и кодеци, както и с разнообразни аудио ефекти и филтри, скинове. Позволява да правите запис на аудио, видео, както и да заснемате екрана и др. Интересно е да се спомене и възможността за работа директно със съдържанието на имидж файлове и стандартни архиви (tar, zip и rar). Архитектурата му, позволява интеграция на разнообразен брой външни филтри. Плейърът предлага възможности за множество настройки и е напълно безплатен.